# 6 Gwardyjska Dywizja Lotnictwa Myśliwskiego
6 Gwardyjska Doniecko-Segedzka Dywizja Lotnictwa Myśliwskiego (ros. 6-я гвардейская истребительная авиационная Донско-Сегедская Краснознамённая ордена Суворова дивизия)  – związek taktyczny Armii Radzieckiej przejęty przez  Siły Zbrojne Federacji Rosyjskiej.
W końcowym okresie istnienia Związku Socjalistycznych Republik Radzieckich dywizja stacjonowała na terenie Niemieckiej Republiki Demokratycznej. W tym czasie wchodziła w skład 16 Armii Lotniczej z Wunsdorf.

## Struktura organizacyjna
Skład w 1990:
- dowództwo i sztab – Magdeburg;
- 31 Gwardyjski Nikopolski pułk lotnictwa myśliwskiego - Falkenberg;
- 85 Gwardyjski Sewastopolski pułk lotnictwa myśliwskiego - Mersenburg;
- 968 pułk lotnictwa myśliwskiego - Altenburg;
- 139 pułk zabezpieczenia technicznego - Mersenburg.